# Eryx jaculus
Il boa delle sabbie (Eryx jaculus (Linnaeus, 1758)) è un serpente innocuo della famiglia Boidae.

## Descrizione
Sono boidi di piccola taglia, lunghi da 30 a 60 cm.

## Biologia
È una specie crepuscolare, che trascorre le ore diurne in rifugi scavati nel terreno sabbioso.

### Alimentazione
Si nutre di lucertole, topi e lumache.

### Riproduzione
È una specie ovovivipara; la femmina produce da 6 a 12 uova che sono incubate e si schiudono nell'organismo materno.

## Distribuzione e habitat
Vive in Nordafrica, in Medio Oriente, in Asia minore e nell'Europa orientale.
Dato per estinto dal 1937 in Romania, quando l'ultimo esemplare era stato avvistato nei pressi del villaggio di Cochirleni, di recente è stato riscoperto (2011), ritrovato anche vicino al Danubio, nel settembre del 2014.
La sua presenza è stata accertata nella parte meridionale della Sicilia, osservando esemplari catturati vivi e uccisi in strada nel territorio di Licata, nella costa meridionale, vicino al fiume Salso.
Già in passato si erano avute segnalazioni di questa specie nel territorio di Licata, ma la conferma dell'esistenza di una popolazione riproduttiva era sinora mancata. La sua introduzione viene attribuita agli antichi Greci, che abitarono a lungo nell'area, presso i quali tali ofidi potrebbero essere stati utilizzati per rituali bellici; attorno all'area del ritrovamento si consumarono in effetti due note battaglie (405 a.C. circa/310 a.C.), nella colonia dell'antica Imera.

## Tassonomia
Sono note tre sottospecie:
- Eryx jaculus jaculus (Linnaeus, 1758)
- Eryx jaculus familiaris Eichwald, 1831
- Eryx jaculus turcicus (Olivier, 1801)